# Воронцово (Кольчугинский район)
Воронцово — деревня в Кольчугинском районе Владимирской области России, входит в состав Раздольевского сельского поселения.

## География
Деревня расположена в 18 км на запад от центра поселения посёлка Раздолье и в 10 км на юго-запад от райцентра города Кольчугино.

## История
Образована двумя деревнями расположенными через овраг - Лакомово и Шилово. Впервые упоминается в 1582 году в жалованной грамоте Ивана Грозного Архангельскому собору Московского кремля, вместе с селом Флорищами и другими деревнями, как вклад по душе царевича Ивана Ивановича. Тогда деревня входила в состав Тихотина стана Юрьев-Польского уезда. 
До секуляризационной реформы 1764 года деревни Лакомово и Шилово принадлежали Архангельскому собору Московского кремля, потом были переданы в ведение Коллегии экономии. 
С 1778 по 1796 годы деревни находилась в Киржачском уезде Владимирской губернии, после упразднения Киржачского уезда оказались в Покровском уезде той же губернии.
В конце XIX — начале XX века деревня называлась Лакомово и входила в состав Коробовщинской волости Покровского уезда, с 1925 года — в составе Киржачской волости Александровского уезда
В 1859 году в деревне числилось 19 дворов, в 1905 году — 25 дворов, в 1926 году — 53 двора. После революции в состав деревни включена деревня Шилово (население в 1905 году — 106 жителей), располагавшаяся на северном берегу ручья Бычек. 
С 1929 года деревня входила в состав Ново-Фетининского сельсовета Кольчугинского района, с 1954 года — в составе Коробовщинского сельсовета, с 1979 года — в составе Белореченского сельсовета, с 1984 года — в составе Раздольевского сельсовета, с 2005 года — в составе Раздольевского сельского поселения.

## Население
| 1859 | 1905 | 1926 | 2002 | 2010 | 2021 |
| ---- | ---- | ---- | ---- | ---- | ---- |
| 132  | ↗136 | ↗267 | ↘2   | →2   | ↗50  |